# Cornelia Klettke
Cornelia Klettke (* 30. April 1958 in Buxtehude) ist eine deutsche Romanistin.

## Leben und Werk
Nach dem Abitur 1976 in Kiel studierte sie von 1976 bis 1984 romanische Philologie (Französisch, Italienisch, Spanisch), deutsche Philologie, Kunstgeschichte und Philosophie an den Universitäten Kiel, Montpellier, Florenz, Perugia und am Smith College. Von 1984 bis 1986 hatte sie ein Promotionsstipendium zur Förderung des wissenschaftlichen und künstlerischen Nachwuchses des Landes Schleswig-Holstein. Von 1987 bis 1988 war sie wissenschaftliche Assistentin am Romanischen Seminar an der Universität Kiel. Von 1991 bis 1993 war sie wissenschaftliche Angestellte am Institut für Literaturwissenschaft an der Universität Stuttgart. Von 1993 bis 2000 war sie wissenschaftliche Angestellte und wissenschaftliche Assistentin am Institut für Romanistik der Universität Rostock. 2000 wurde sie Privatdozentin für Romanische Philologie in Rostock. Von 2000 bis 2005 vertrat sie romanistische Lehrstühle an den Universitäten Bamberg, Mainz, Greifswald und Erfurt und war Oberassistentin an der Universität Münster. 2005 wurde sie außerplanmäßige Professorin für Romanische Philologie (Literaturwissenschaft) an der Universität Rostock. Von 2005 bis 2006 lehrte sie als Professorin für Romanische Literaturwissenschaft (Französisch / Italienisch) an der Universität Köln. Seit 2006 ist sie Professorin (W3) für Romanische Literaturwissenschaft (Französisch / Italienisch) an der Universität Potsdam.

## Schriften (Auswahl)
- Simulakrum Schrift. Untersuchungen zu einer Ästhetik der Simulation bei Valéry, Pessoa, Borges, Klossowski, Tabucchi, Del Giudice, De Carlo. München 2001, ISBN 3-7705-3618-5.
- Attraverso il segno dell'infinito. Il mondo metaforico di Daniele Del Giudice, aus dem Deutschen von Roberto Ubbidiente. Firenze 2008, ISBN 88-7667-349-0.
- Le possibili vite di un artista. Andrea De Carlo e la varietà delle sue alterità immaginate, aus dem Deutschen von Roberto Ubbidiente. Firenze 2010, ISBN 88-7667-384-9.
- Der postmoderne Mythenroman Michel Tourniers am Beispiel des „Roi des Aulnes“. Bonn 2012, ISBN 3-86143-204-8.